# Koji Arimura
Koji Arimura (født 25. august 1976) er en tidligere japansk fodboldspiller.
Han har spillet for flere forskellige klubber i sin karriere, herunder Sagan Tosu, Oita Trinita og Roasso Kumamoto.